# Philautus tytthus
Philautus tytthus es una especie de anfibio anuro de la familia Rhacophoridae. Se distribuye por el norte de Birmania y, se cree que se puede encuentrar también en el sur de la provincia de Yunnan, China. Se sabe muy poco de esta rana, en la década de 1930 en el parque nacional de Khakaborazi se encontraron los dos únicos individuos conocidos de esta especie. Se cree que probablemente se reproduzca por desarrollo directo.